# Erik Gyselinck
Erik Gyselinck (27 november 1945) is een voormalige Belgische atleet, die gespecialiseerd was in de lange afstand en het veldlopen. Hij veroverde twee Belgische titels.

## Biografie
Gyselinck werd in 1970 voor het eerst Belgisch kampioen op de 10.000 m. In 1977 veroverde hij in Fleurus de Belgische titel op de marathon.
Gyselinck was ook bekend als veldloper. In 1965 werd hij al zesde op de Landencross voor junioren in Oostende. Hij nam driemaal deel aan het wereldkampioenschap veldlopen. Hij haalde met de Belgische ploeg tweemaal het landenklassement. Individueel was een negentiende plaats in Waregem zijn beste prestatie. Op het BK werd hij in 1973 tweede na Willy Polleunis. Ondertussen is hij al enkele jaren regionaal journalist voor Het Nieuwsblad. Hij pent er artikels over de gemeente Opwijk en omgeving.

### Clubs
Gyselinck was als atleet aangesloten bij Vlierzele Sportief. Na zijn carrière was hij stichter en voorzitter van Alternatieve Atletiekvereniging Opwijk.

## Kampioenschappen

### Internationale kampioenschappen
| onderdeel | titel               | jaar       |
| --------- | ------------------- | ---------- |
| veldlopen | landenklassement WK | 1973, 1974 |

### Belgische kampioenschappen
| onderdeel | jaar |
| --------- | ---- |
| 10.000 m  | 1970 |
| marathon  | 1977 |

## Persoonlijke records
| Onderdeel | Prestatie | Datum | Plaats |
| --------- | --------- | ----- | ------ |
| 5000 m    | 13.50,0   |       |        |
| 10.000 m  | 29.15,4   |       |        |

## Palmares

### 10.000 m
- 1970:  BK AC - 29.45,4

### marathon
- 1977:  BK AC in Fleurus - 2:23.22

### veldlopen
- 1973:  BK in Waregem
- 1973: 19e WK in Waregem
- 1973:  landenklassement WK
- 1974: 45e WK in Monza
- 1974:  landenklassement WK
- 1975: 27e WK in Düsseldorf
- 1977:  landenklassement WK